# Stewart Parker
James Stewart Parker (* 20. Oktober 1941 in Belfast; † 2. November 1988 in London) war ein nordirischer Dichter und Dramatiker.

## Leben und Schaffen
Stewart Parker wuchs in einer protestantischen Arbeiterfamilie im Belfaster Vorort Sydenham auf. Als er 19 Jahre alt war, wurde bei ihm Knochenkrebs diagnostiziert, und ein Bein musste amputiert werden. Zu dieser Zeit studierte er bereits als Stipendiat englische Literatur an der Queen’s University of Belfast. Nach Abschluss des Studiums mit dem Master im Jahr 1965 lehrte er in den USA. 1969 kehrte er nach Belfast zurück und schrieb einige Jahre als Musikkritiker für die Irish Times. Später lebte er in Edinburgh und in London, wo er 1988 an Magenkrebs starb.
Parker veröffentlichte Ende der Sechzigerjahre zunächst Gedichte, ab Mitte der Siebzigerjahre konzentrierte er sich auf Theaterstücke, die zumeist im Zeichen der Postmoderne stehen und sich mit dem Nordirlandkonflikt, seiner Geschichte und seinen Auswirkungen auf die Menschen beschäftigen. Er verfasste auch eine Reihe von Hör- und Fernsehspielen.
Nach seinem Tod wurde der Stewart Parker Trust Award für das beste Debüt eines irischen Dramatikers ins Leben gerufen. Conor McPherson war einer der Preisträger.

## Werke (Auswahl)

### Lyrik
- 1967: The Casualty’s Meditation
- 1968: Maw

### Hörspiele
- 1967: Speaking of Red Indians
- 1975: The Iceberg
- 1980: The Kamikaze Ground Staff Reunion Dinner

### Fernsehspiele
- 1979: I’m a Dreamer, Montreal
- 1981: Iris in the Traffic, Ruby in the Rain
- 1985: Blue Money
- 1987: Lost Belongings

### Dramen
- 1975: Spokesong
- 1976: The Actress and the Bishop
- 1977: Catchpenny Twist
- 1980: Nightshade
- 1982: Pratt’s Fall
- 1984: Northern Star
- 1986: Heavenly Bodies
- 1987: Pentecost

## Auszeichnungen
- 1976: Evening Standard Award für Spokesong
- 1976: Thames Television Grant für Spokesong
- 1977: Evening Standard Award für Catchpenny Twist
- 1979: Ewart Biggs Award für Catchpenny Twist
- 1987: Harvey’s Best Play of the Year Award für Pentecost